# راس مک کورمک
راس مک کورمک (انگلیسی: Ross McCormack؛ زادهٔ ۱۸ اوت ۱۹۸۶) بازیکن فوتبال اهل بریتانیا است.
از باشگاه‌هایی که در آن بازی کرده‌است می‌توان به باشگاه فوتبال فولام، باشگاه فوتبال رنجرز، باشگاه فوتبال کاردیف سیتی، باشگاه فوتبال مادرول، باشگاه فوتبال استون ویلا، باشگاه فوتبال لیدز یونایتد، و باشگاه فوتبال دونکستر راورز اشاره کرد.
وی همچنین در تیم‌های ملی فوتبال زیر ۲۱ سال اسکاتلند، Scotland national B football team، و اسکاتلند بازی کرده‌است.